# Stazione di Appenzello
La stazione di Appenzello (in tedesco Bahnhof Appenzell) è la principale stazione ferroviaria a servizio dell'omonima città svizzera sulle linee Gossau-Appenzello, Appenzello-Wasserauen e San Gallo-Gais-Appenzello. È gestita dalle Appenzeller Bahnen. Appenzello è uno dei quattro capoluoghi di cantoni svizzeri a non essere mai stato servito dalle FFS.

## Storia

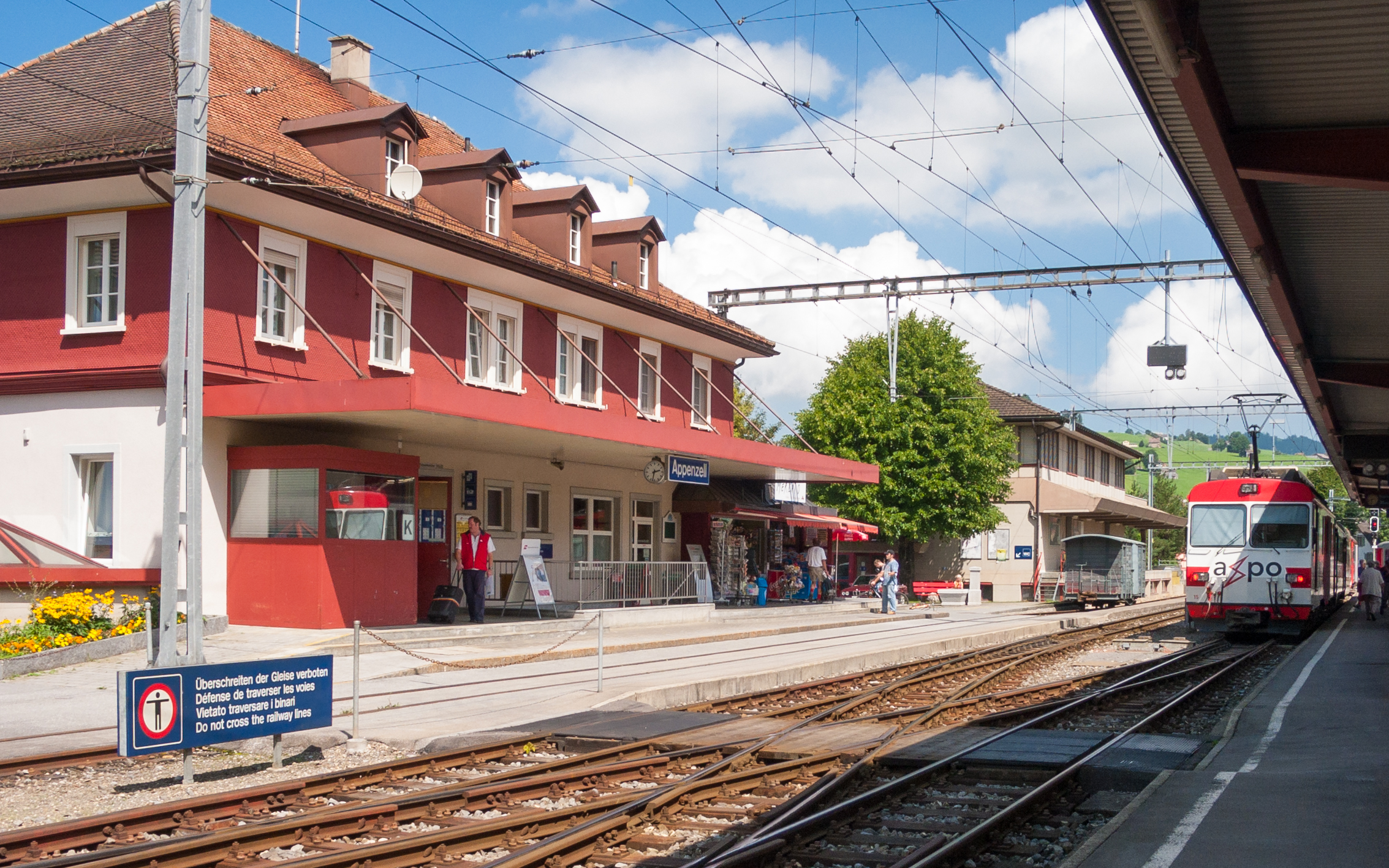
Nel 2007

La stazione fu attivata il 29 ottobre 1886, quando la ferrovia Gossau-Appenzello raggiunse il capolinea. Il 1º luglio 1904 la stazione fu raggiunta dalla linea da San Gallo via Gais, mentre i 13 luglio 1912 fu attivato il primo tratto della breve ferrovia del Säntis a cremagliera e scartamento metrico.

## Strutture e impianti
La stazione dispone di 4 binari dotati di marciapiede per il servizio passeggeri, oltre a diversi binari tronchi. La stazione è dotata di un fabbricato viaggiatori a tre piani e di due banchine ad isola.

Nel 1964

## Movimento
La stazione è servita da treni a cadenza semioraria sulla relazione Gossau - Wasserauen via Herisau (linea S23 della rete celere di San Gallo, con alcuni treni limitati a Urnäsch), treni a cadenza semioraria sulla relazione Trogen - Speicher (linea S21 della rete celere di San Gallo) ed alcuni treni notturni tra Trogen e Speicher (linea S20 della rete celere di San Gallo).

## Servizi
Nella stazione sono presenti:
- Biglietteria a sportello
- Biglietteria automatica
- Sala d'attesa
- Deposito bagagli con personale
- Deposito bagagli automatico

## Interscambi
- Fermata autobus[5]